# Josep Tolzà i Adroguer
Josep Tolzà i Adroguer (Millars (Rosselló), 17 de desembre del 1931) és un dels autors de teatre contemporanis més coneguts de la Catalunya del Nord.

## Biografia
Josep Tolzà fou professor a l'Educació Nacional francesa i tingué una activitat docent molt variada i rica abans de tornar al seu poble i de dedicar-s'hi a l'escriptura i al periodisme (al diari Midi Libre). La seua producció es caracteritza per la crítica de diversos aspectes històrics o actuals de la societat nord-catalana, com la col·laboració, la crisi vitícola, l'especulació immobiliària...
Va fundar el grup de Teatre de Força Real de Millars que tingué un gran èxit a finals dels anys 70, i que encara es mantenia el 2010. Tolzà continua escrivint per al grup en el qual participa activament. També ha escrit algunes novel·les en francès, com Les scorpions de Corbéra (1981), L'homme de Cosprons (1984) i més recentment Urbanya, mon amour (2006).